# 水野勇気
水野 勇気（みずの ゆうき、1983年1月2日 - ）は、日本の実業家。Bリーグ秋田ノーザンハピネッツ・株式会社せんの代表取締役社長である。

## 来歴
秋田市雄和にある国際教養大学在学中から、秋田県にプロバスケットボールチーム創設を目指す活動に関わる。裸一貫から、26歳のときに会社を設立。